# Остролодочник Кузнецова
Остролодочник Кузнецова (лат. Oxytropis kusnetzovii) — вид растений рода Остролодочник (Oxytropis) семейства Бобовые (Fabaceae), растущий в щебнисто-лишайниковой горной тундре, на альпийских лугах, каменистых речных берегах в высокогорьях и верхней части лесного пояса.

## Ботаническое описание
Растение с мало разветвлённым каудексом и мощным стержневым корнем. Цветоносы немного длиннее листьев, волосистые. Прилистники почти голые, высоко сросшие друг с другом и с черешком, с 1 ветвистой жилкой. Листочки в числе 10—17, удлинённо-яйцевидные или ланцетные, снизу прижато-волосистые, сверху почти голые, зелёные.
Соцветие головчатое, при отцветании кисти удлиняются. Прицветники ланцетные, почти равные чашечке. Чашечка трубчато-колокольчатая, пушистая от чёрных и белых волосков, с острыми треугольными зубцами в 3-4 раза короче трубки. Венчик фиолетовый. Флаг 18—20 мм длиной, с широкоовальным, неглубоко выемчатым отгибом. Лодочка с остроконечием около 1 мм длиной. Бобы продолговато-яйцевидные, с длинным носиком, черноволосистые и беловолосистые, с широкой брюшной перегородкой. 2n=32, 48.